# Umm Tina (Dżabal Siman)
Umm Tina (arab. أم تينة) – wieś w Syrii, w muhafazie Aleppo, w dystrykcie Dżabal Siman. W 2004 roku liczyła 379 mieszkańców.